# Masacre de Puerto Ayacucho
El motín de Puerto Ayacucho fue un motín carcelario ocurrido en la noche del 15 de agosto del 2017 en un centro de detención judicial en el estado Amazonas, Venezuela. El motín dejó 43 muertos y varios heridos entre ellos 14 efectivos de seguridad.
Según informó Liborio Guarulla, el gobernador del estado, arribaron los grupos especiales para la toma del lugar. En el centro de detención había 103 detenidos: 37 fallecieron y 61 fueron trasladados a otros centros, ya que había 4 heridos y un fugado.
El 16 de agosto el Ministerio Público de Venezuela anunció el envío de dos fiscales para investigar la muerte de 37 personas.